# Andreas von Stettheim

Wappen des Abtes Andreas von Stettheim in einem Manuskript der Admonter Stiftsbibliothek

Andreas von Stettheim OSB (auch Andreas Stettheimer, * vor 1400; † 1466 in Admont) war ein salzburgischer römisch-katholischer Geistlicher und von 1423 bis 1466 Abt der Benediktinerabtei St. Blasius zu Admont.

## Leben und Wirken
Der bereits als Konventuale dem Stift Admont angehörende Andreas von Stettheim entstammte einer Familie, die schon zuvor in Diensten des Stiftes Admont gestanden hatte. So war sein Bruder Simon 1417 bis 1428 als stiftischer Jägermeister und anschließend bis 1453 Burggraf auf der Burg Gallenstein, ein weiterer Verwandter, Leonhard, folgte ihm 1432/1433 auf der Stelle des Jägermeisters. Offensichtlich auf Vorschlag seines resignierten Vorgängers Georg Lueger wurde Andreas von Stettheim nicht durch Wahl, sondern durch einfache Akklamation des Konvents zum Abt ernannt und am 4. Juni 1423 vom Salzburger Erzbischof Eberhard IV. von Starhemberg benediziert.
Eine wichtige Aufgabe während seines Abbatiats stellte die Sicherung und Mehrung des umfangreichen, aber verstreut liegenden Klosterbesitzes dar. 1443 erteilte Friedrich III. dem Stift das Marktprivileg,  und 1449 verpfändete er die Burg Wolkenstein in der Steiermark an Abt Andreas von Stettheim.
Unter Abt Andreas von Stettheim konnte die Wallfahrtskirche Frauenberg bei Admont vollendet werden, als deren Baumeister Niklas Velbacher im Mitgliederverzeichnis der 1423 gegründeten Bruderschaft genannt wird. Die Weihe der Kirche erfolgte am 5. August 1447 durch den Bischof von Lavant Theobald Schweinpeck, im darauffolgenden Jahr nahm Velbacher bereits den Bau der Pfarrkirche St. Marein bei Knittelfeld an. Auch die Pfarrkirchen in Weng im Gesäuse und in Gaishorn am See werden Velbacher aus stilistischen Gründen zugeschrieben. Auf größere Bauarbeiten an der Admonter Amanduskirche lässt der Ablassbrief schließen, den der Kardinallegat und Brixener Bischof Nikolaus von Kues 1453 zugunsten der Kirche ausstellte. 1462 erfolgte die Einwölbung der Pfarrkirche Sankt Rupert in Trofaiach mit einer komplexen spätgotischen Rippenfiguration.
Für die Bedeutung des Stifts Admont in dieser Zeit als Bildungszentrum spricht, dass über der bestehenden Marienkapelle eine neue Bibliothek errichtet wurde und für diese im Todesjahr des Abtes (wohl als dessen testamentarisches Vermächtnis) ein größerer Bücherbestand erworben wurde. Zudem bestand unter Abt Stettheimer wieder ein aktives Scriptorium für die Herstellung illuminierter Handschriften.
Das Wappen des Andreas von Stettheim, das auch an der Agathenkapelle der Propstei Zeiring vorkommt, zeigt in einem ledigen schwarzen Schild ein linksgewendetes, mit der Schallöffnung nach unten weisendes, rot-weiß umwundenes Hifthorn mit goldener Fessel und weiß-roten Quasten.